# Gottschlägtal-Karlsruher Grat
Das Naturschutzgebiet Gottschlägtal-Karlsruher Grat liegt am Felsmassiv Karlsruher Grat auf dem Gebiet der baden-württembergischen Gemeinde Ottenhöfen im Schwarzwald.

## Kenndaten
Das Gebiet wurde mit Verordnung des Regierungspräsidiums Freiburg vom 11. Dezember 1975 als Naturschutzgebiet ausgewiesen und hat eine Größe von 151,0 Hektar. Es wird unter der Schutzgebietsnummer 3.090 geführt. Der CDDA-Code für das Naturschutzgebiet lautet 81742 und entspricht der WDPA-ID.

## Lage

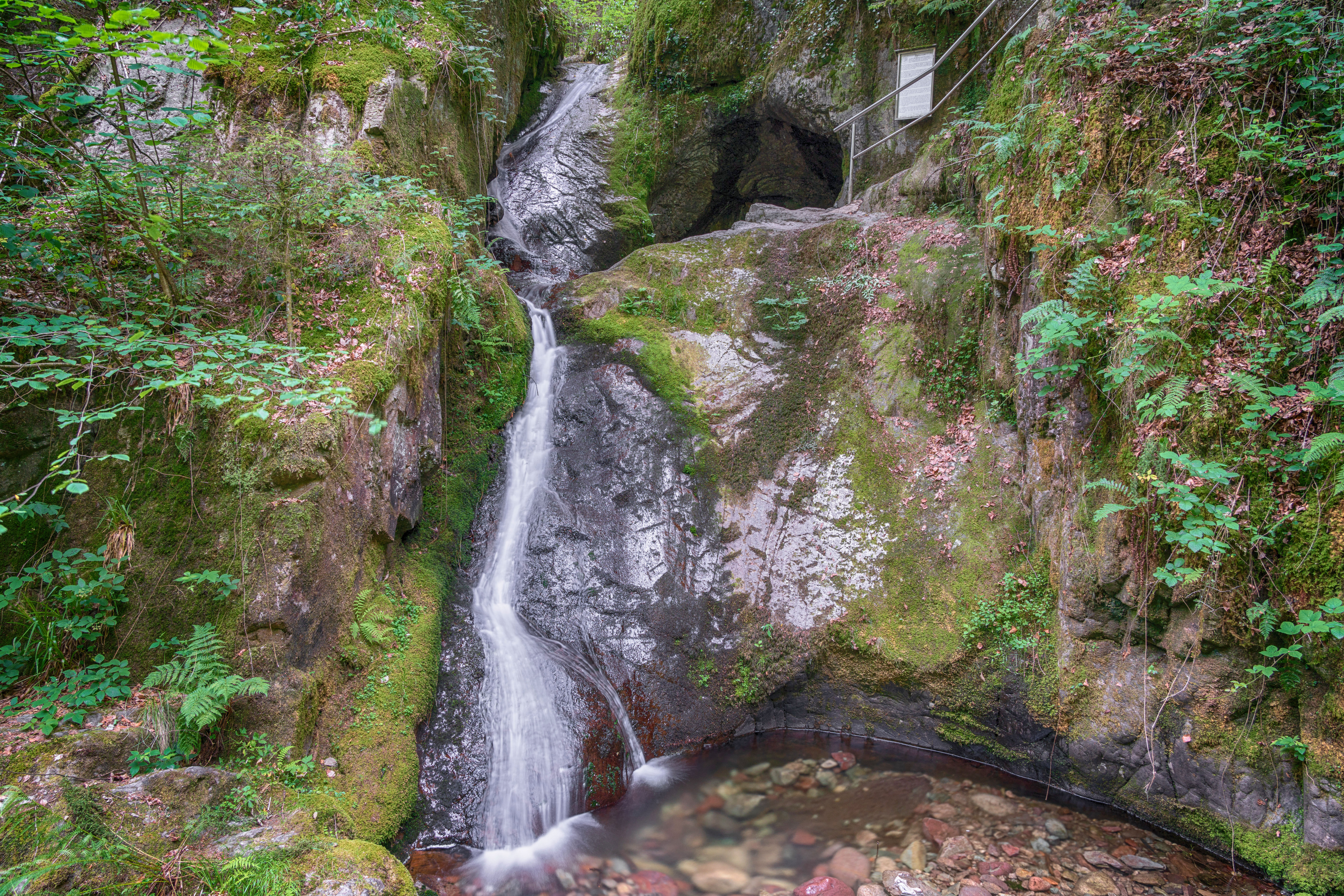
Unterste Fallstufe am Edelfrauengrab (oben rechts)

Das Schutzgebiet liegt rund 1,5 Kilometer südöstlich der Gemeinde Ottenhöfen im Schwarzwald. Es liegt im Naturraum 152 – Nördlicher Talschwarzwald innerhalb der naturräumlichen Haupteinheit 15 – Schwarzwald.
Im Westen grenzt das NSG an den Nationalpark Schwarzwald und an bei dessen Gründung im Jahr 2014 verbliebene Restflächen des Naturschutzgebietes Schliffkopf. Es liegt außerdem überwiegend im  FFH-Gebiet Wilder See-Hornisgrinde und Oberes Murgtal und vollständig im Vogelschutzgebiet Nordschwarzwald.

## Schutzzweck
Schutzzweck ist die Erhaltung des Gottschlägtals mit den Wasserfällen am Edelfrauengrab (Auskolkungshöhle) als einer landschaftlich sehr reizvollen Gegend am Westhang von Vogelskopf und Melkereikopf sowie des Karlsruher Grats (Eichhaldenfirst) als einer der wildesten Felspartien im nördlichen Schwarzwald mit einem interessanten, z. T. kleinflächigen Vegetationsmosaik an den Felswänden.